# Julio Michel
Julio Michel (San Martín de Valdetuéjar, León, 24 de noviembre de 1946 - Barcelona, 23 de junio de 2017), fue un titiritero y promotor cultural español. Fue el director de su propia compañía, Libélula, y diez años después, se convirtió en director Titirimundi, el Festival Internacional de Títeres de Segovia, que se convirtió en una referencia mundial del género.

## Biografía
Aunque nació en 1946 en León, se trasladó a Francia en 1963 donde se licenció en Psicología y Arte Dramático por la Universidad de Vicennes. Allí conoció el arte de las marionetas y su manipulación. En 1975, en su regreso a España, fundó su propia compañía: Libélula con Lola Atance. En 1977, harán largas giras por Andalucía, donde colaboran con la compañía Esperpento, y también colaboran en el recital-espectáculo Canciones de amor y celda, del compositor y cantautor Amancio Prada, gran amigo de Michel de los tiempos de París.
En los ochenta, trabaja sobre todo por Madrid. En 1982, trabajarían en la Sala Olimpia de Madrid presentando Mosaico, una obra donde combina sombras y otros efectos visuales. En 1984, colabora con diferentes compañías madrileñas en un proyecto de la Sala Mirador del barrio de Lavapiés de Madrid, para crear un centro estable de marionetas.
En 1985, se estableció en Segovia y allí (junto a Juan Peñalosa, Isabel Ulzurrun e Isabel González) crearon  el Festival Internacional de Títeres de Segovia, Titirimundi. Este evento se convirtió en uno de los referentes de las marionetas en todo el mundo. Michel se mantuvo al frente del Festival durante 30 años hasta su muerte. Por su dedicación, el Ayuntamiento de Segovia le entregó en mayo de 2011 la Medalla al Mérito Cultural de la Ciudad. 
Julio Michel falleció en Barcelona, víctima de un cáncer de estómago.